# Athanasiuskirche
Athanasiuskirche ist der Name von nach Athanasius dem Großen benannten Kirchen. Dazu zählen

## Albanien
- St. Athanasius (Leshnicë)
- St. Athanasius (Voskopoja)

## Bulgarien
- St. Athanasius (Boboshevo)
- Kloster Sweti Atanasij (Свети Атанасий) in Slatna Liwada (Златна ливада), Tschirpan

## Deutschland
- Koptisch-orthodoxe Kirche des Heiligen Athanasius, Ahlten
- Athanasiuskirche (Südstadt), Hannover

## Griechenland
- St. Athanasius von Muzaka, Kastoria
- St. Athanasius (Lakka), Lakka

## Italien
- Sant’Atanasio a Via Tiburtina, Rom
- Sant’Atanasio dei Greci, Rom

## Nordmazedonien
- Kirche Hl. Athanasius (Džepčište)

## Österreich
- St. Athanasius (Berg im Drautal), Kärnten
- Filialkirche Kühweg, Gemeinde Hermagor-Pressegger See, Kärnten

## Serbien
- Kirche Hl. Athanasius der Große, in der serbischen Hauptstadt Belgrad
- Kirche Hl. Athanasius der Große, im Dorf Selevac (Opština Smederevska Palanka)

## Ukraine
- Kirche des heiligen Kyrill und Athanasius von Alexandria (Kiew)

## Vereinigte Staaten
- St. Athanasius Episcopal Church and Parish House and the Church of the Holy Comforter, Burlington, North Carolina